# Titanidiops compactus
Espèce
Synonymes
- Idiops compactus Gerstäcker, 1873

Titanidiops compactus est une espèce d'araignées mygalomorphes de la famille des Idiopidae.

## Distribution
Cette espèce se rencontre en Afrique de l'Est.

## Publication originale
- Gerstäcker, 1873 : Arachnoidea. Reisen in Ostafrica. Leipzig, vol. 3, no 2, p. 461-503.